# Мохоновка (Новозыбковский район)
Мохоновка — поселок в Новозыбковском городском округе Брянской области.

## География
Находится в западной части Брянской области на расстоянии приблизительно 25 км на северо-запад по прямой от районного центра города Новозыбков.

## История
Известен с 1930-х годов. До 2019 года входил в Верещакское сельское поселение Новозыбковского района до их упразднения.

## Население
Численность населения: 19 человек в 2002 году (русские 95 %), 7 в 2010.